# Шарурский район
Шарурский район (азерб. Şərur rayonu) — район в составе Нахичеванской Автономной Республики Азербайджана. Административный центр — город Шарур. В 1964 году Норашен (азерб. Noraşen, арм. Նորաշեն — Новое поселение) был переименован в Ильичёвск, а район в Ильичёвский. Общая площадь — 870 км²

## История
В древности часть области Šarur провинции Айрарат центральной Армении. Шарур составлял часть территории Нахичеванского ханства, пока последний не был передан Каджарской Персией Российской империи в 1828 году в соответствии с условиями Туркменчайского договора. После упразднения область стала частью Шарур-Даралагезского уезда Эриванской губернии. Район был основан в 1930 году под названием Норашенский, в 1964 году Норашен (арм. Նորաշեն — Новое поселение) был переименован в Ильичёвск, а район в Ильичёвский. 28 февраля 1991 года Ильичёвск был переименован в Шарур, а район в Шарурский.

## Религия
По данным «Кавказского календаря» за 1855 год в Шарурском участке насчитывалось христианских религиозных учреждений: 12 церквей армянской апостольской церкви и 1 (одна) армяно-католическая. Среди мусульманских учреждений значилось 25 шиитских мечетей

## Климат
Климат полупустынный, лето засушливое, сухо-степное, а зима — сухо-холодная. Средняя температура января от −6 С до +1 С, июля — от +20 С до +27 С, осадков в год выпадает 200—400 мм.

## География
Шарурский район расположен на северо-западе Нахичеванской Автономной Республики. Граничит с Ираном и Арменией, а также с Садаракским и Кенгерлинским районами Нахичеванской Автономной Республики. На территории района протекают реки Аракс и Арпачай. С целью орошения прибрежных земель водами этих рек в районе построено Ахурянское (Арпачайское) водохранилище. Территория района состоит из горных и наклонных равнин, рельеф на севере и востоке района — горный. Эти территории занимает Даралагезский хребет. Самая высокая точка в районе — гора Галингая (2775 м). Растительность в основном представлена полупустынными видами. Обитают такие животные, как горный козел, муфлон, волк, лиса, заяц, кабан и др. Из птиц встречаются куропатка, фазан и др.

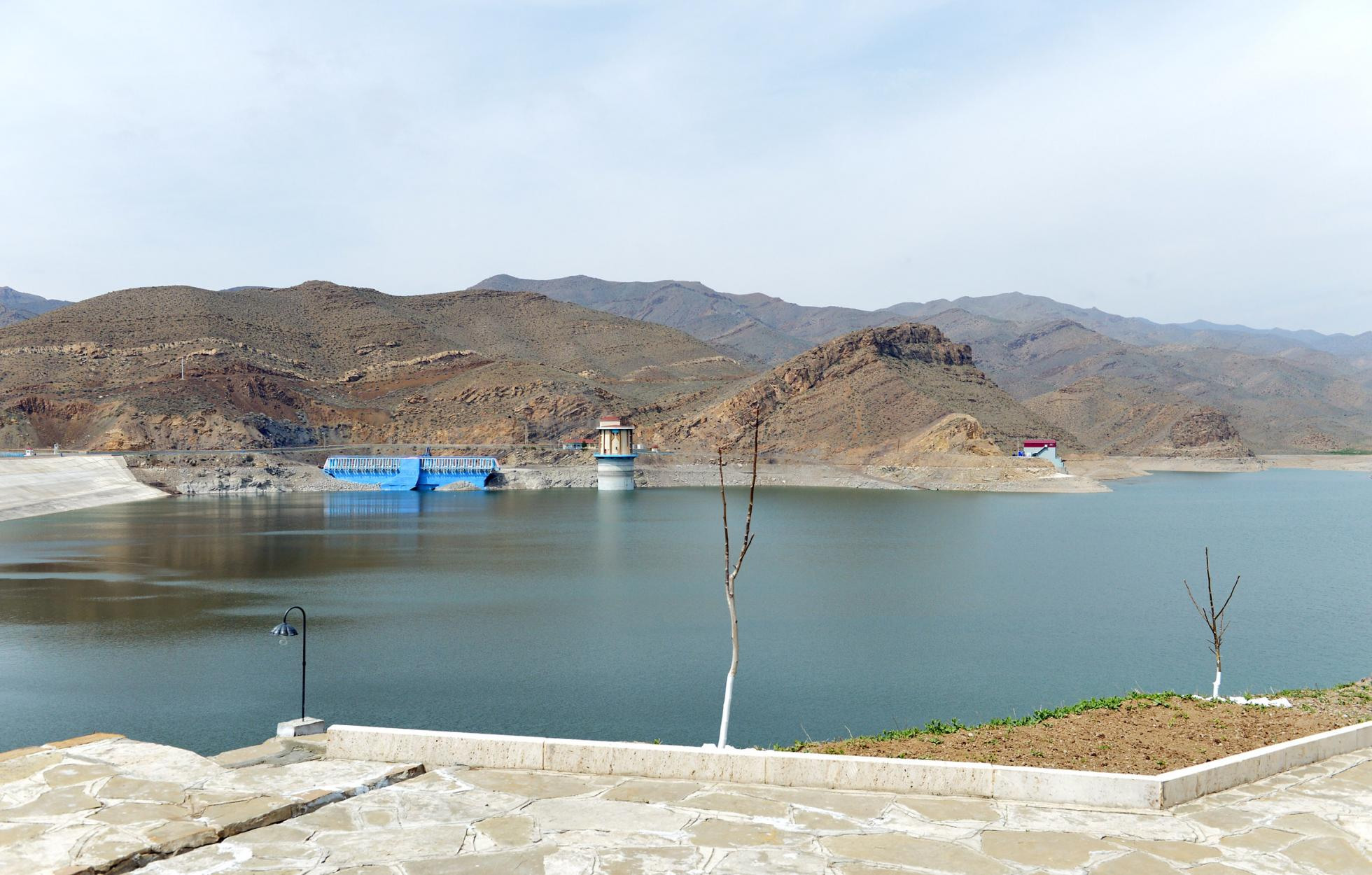
Водохранилище Арпачай

### Природа
Поверхность района состоит из равнинных склонов (равнины Шарур, Сардар и Таманам), отделенных друг от друга в горной и восточной частях реки Араз на севере и востоке. Дерелазский хребет занимает основное место в этом районе. Его высота колеблется от 600—700 м вдоль реки Араз до 2775 м. На равнинах и в предгорьях распространены преимущественно антропогенные, девонские, пермские, триасовые, отложения. Полезные ископаемые: полиметаллические руды, травертин, мраморный известняк и др. Средняя температура составляет от 3 до 6 °C в январе, 20-26 °C в июле. Остатки составляют 200—400 мм в год. Реки (Восточный Арпачай и др.) принадлежат бассейну Аракс, протекающему вдоль границы с Ираном. Так как летом воды не доступны, для орошения рек используется ирригация.
Орошение сельскохозяйственных земель обеспечивается благодаря деятельности Арпачайского водохранилища, построенного на востоке Арпачай. Распространены серые и травяно-серые, коричневые серо-коричневые, горно-коричневые и бурые горно-лесные почвы. Растительность в основном состоит из полупустынных растений (полынь, солончак и т. Д.) и горных ксерофитов. Животные: козел, муфлон, лиса, серый кролик, пустыня, белка, дикие мыши и др.

## Экономика
Шарурский район является одним из крупнейших в Нахчыванской Автономной Республике по выращиванию табака, виноградарству, животноводству, зерновому и овощеводству, а также одним из крупнейших регионов по производству табака в Азербайджанской Республике. Площадь земли, пригодной для сельского хозяйства, составляет 31,5 га. В этом районе было посажено 13,8 тыс. Га земли. Орошаемые почвы составляют 16,3 тыс. Га. Выращиваются зерновые (в основном пшеница, частично ячмень, кукуруза и т. д.), технические культуры (табак), овощные (включая сахарную свеклу), картофель и кормовые культуры. В 1999 году были завершены аграрные реформы в Шарурском районе, приватизировано 18 881 га и более 48 га остались в муниципальной собственности. 99,757 человек были обеспечены земельными долями в соответствии с долевой нормой. В среднем 1893 квадратных метра земли было потеряно для каждого человека. Насосные станции и артезианские скважины использовались для полива почв в Хамзали, Керимбейли и других селах. Водопровод Шарур-Нахчыван был реконструирован и сдан в эксплуатацию.
В течение 2003—2004 годов производство зерновой продукции в Шарурском регионе увеличилось на 13,8 %, производство картофеля на 15,7 %, производство фруктов на 1,6 % и производство винограда на 0,7 %. В 2004 году на Шарурскую область пришлось 23,1 % зерна, произведенного в Нахчиванской Автономной Республике. Также 29,8 % овощей, 11,5 % дынь, 34,9 % картофеля, 92,2 % фруктов и 15,5 % винограда. 33,1 % мяса, произведенного в автономной республике, 32,2 % молока, 18,5 % шерсти и 35,3 % яиц принадлежит Шарурскому району. В Шарурском районе (2004 г.) проживает 32,9 % населения автономной республики, в том числе 33,3 % коров и верблюдов и 18,4 % мелких рогатых животных. Зимние пастбища занимают большую площадь. В районе созданы животноводческие объединения.
Промышленность Шарурского района в основном специализируется на переработке сельскохозяйственной продукции и строительных материалов. Консервный завод, 3 винных завода, птицефабрика, промышленный комбинат, горно-культурный Гюмюшлю, Шахтахтинский каменный карьер являются основными промышленными предприятиями в регионе. В 2004 году 17 % промышленной продукции Нахчиванской Автономной Республики производилось на предприятиях Шарурского района. 5,6 % капитальных вложений в Автономной Республике, 4,8 % основного капитала, 23 % общего оборота и 19,3 % платных услуг населению пришлось на Шарурскую область. Объем платных услуг на душу населения составил 214,1 тыс. манатов, из которых 17,4 % приходилось на бытовые услуги.

## Население
Население района составляет 93 300 человек (1 июля 2008 года). Средняя численность населения составляет 118 человек на 1 км2. Крупные населенные пункты — город Шарур, Демирчи и Пусьян. Настоящее время практически всё население состоит из азербайджанцев.

## Инфраструктура
7 апреля 2014 года введены в строй гидроэлектростанции Арпачай-1 и Арпачай-2.

## Известные уроженцы
- Аббасов, Джафархан Аббас оглы — (1903 — 29.08.1965) — хлопковод, передовик, Герой Социалистического Труда, награждён орденом Красного Знамени.
- Джаббаров, Юнис Гусейн оглы — (1917 — 03.01.1953) — передовик сельского хозяйства, Герой Социалистического Труда.
- Эминов, Мир Гамза Мир Гасан оглы — (18.06.1932 — 12.12.1980) — передовик сельского хозяйства, Герой Социалистического Труда, лауреат Государственной премии Азербайджана, избран депутатом Верховного Совета Азербайджанской ССР. Награждён орденом Ленина, орденом Красного Знамени.
- Алиев Али Ибрагим оглу — (1904 — 04.04.1997) — историк, педагог, кандидат исторических наук, доцент. «Выдающийся преподаватель» Азербайджанской Республики, избран депутатом Верховного Совета Нахичеванской АР. Награждён орденом Красного Знамени.
- Алиев, Иса Муса оглу — (1930—1997) — Герой Социалистического Труда, награждён орденом «Отличия».
- Алиев Магеррам Абыш оглу — (20.10.1951) — генерал-лейтенант полиции, начальник Бакинского городского управления полиции. Награждён орденом «Азербайджанское Знамя».
- Алиева, Тамам Азиз кызы — (1903 — 16.08.1980) — хлопковод, передовик, Герой Социалистического Труда, выдающийся исследователь.
- Габиббейли, Иса Акбар оглы — (16.10.1949) — литературовед, доктор филологических наук, профессор, действительный член Азербайджанской национальной академии наук, выдающийся научный деятель Азербайджанской Республики, ректор Нахичеванского государственного университета.
- Гасанов, Саявуш Гасан оглы — (20.05.1964 — 25.06.1992) — Национальный Герой Азербайджана, похоронен в Баку на Аллее шахидов.
- Гусейнов, Мустафа Мамед оглы — (22.03.1928 — 03.02.1991) — доктор химических наук, профессор. Член-корреспондент Азербайджанской национальной академии наук. Заслуженный научный деятель Азербайджанской Республики.
- Исмаилов, Али Курбанали оглы — (1909 — 05.10.1969) — хлопковод, передовик, Герой Социалистического Труда, удостоен звания «мастера 1 категории» по хлопку.
- Исмаилов, Юсиф Аббас оглы (15.02.1927) — передовик сельского хозяйства, Герой Социалистического Труда, дважды награждён орденом Ленина, орденом Октябрьской Революции, орденом Почёта.
- Каримов Карим Магомед оглу — (02.07.1971 — 05.05.1992) — Национальный Герой Азербайджана (посмертно). Похоронен в селе Гарагасанли.
- Мамедов, Абдулла Махамед оглы — (10.03.1905 — 08.03.2001) — хлопковод, передовик, Герой Социалистического Труда.
- Мамедова, Сиддига Рза кызы — (08.03.1925 — 05.08.2017) — доктор биологических наук, профессор. Академик Азербайджанской национальной академии наук, заслуженный научный деятель Азербайджанской Республики, директор Научно-исследовательского института по охране растений. Дважды награждена орденом Красного Знамени, орденом Славы, орденом Почёта Азербайджанской Республики.
- Мустафаев, Керем Нариман оглы — (01.07.1962) — военный деятель, генерал-лейтенант. Командир корпуса Вооружённых сил Азербайджанской Республики.
- Надиров, Асаф Аббас-Кули оглы (13.03.1929 — 14.03.2014) — доктор экономических наук, профессор. Академик Азербайджанской национальной академии наук. Член Избирательного Комитета, заслуженный научный деятель Азербайджанской Республики.
- Сеидов, Юсиф Мирахмед оглы (02.05.1929 — 18.11.2013) — доктор филологических наук (1966), профессор (1967), лауреат Государственной премии Азербайджанской ССР (1974), Заслуженный деятель науки Азербайджана (2000).
- Рустамова, Разия Али кызы — (14.07.1936) — передовик сельского хозяйства, Герой Социалистического Труда, выдающийся исследователь.
- Сеидов, Магеррам Миразиз оглы — (17.19.1957 — 19.01.1990) — Первый Национальный Герой Азербайджана. 19 января 1990 года стал шахидом во время боёв за оборону Садарака.
- Талыбов, Васиф Юсиф оглы — (14.01.1960) — политический и государственный деятель. Дважды избирался депутатом Милли Меджлиса Азербайджанской Республики. Дважды избрался Верховного Совета Нахичеванской АР. Активно участвовал в создании и организации партии «Новый Азербайджан», был председателем отделения партии в Нахичеванской АР. Член Совета Соединения Азербайджанцев всего Мира.
- Талыбова, Бахар Магеррам кызы — (17.03.1927 — 21.07.2003) — передовик, заслуженный мастер хлопка, Герой Социалистического Труда, награждена орденами Ленина, Октябрьской Революции, Красного Знамени. Была депутатом Верховного Совета СССР (4 — 7 созывов), Верховного Совета Нахичеванской АССР (9 и 11 созывов).
- Заманов, Аббас Фаттах оглы — (10.10.1911 — 01.04.1993) — литературовед. Доктор филологических наук, профессор, член-корреспондент Азербайджанской национальной академии наук, заслуженный научный деятель Азербайджанской Республики, член-корреспондент Структуры Тюркских Языков (Турция). Почётный доктор Университетов Кония и Сельджук (Турция).[13]